# Hybomitra mima
Hybomitra mima är en tvåvingeart som beskrevs av Philip 1954. Hybomitra mima ingår i släktet Hybomitra och familjen bromsar. Inga underarter finns listade i Catalogue of Life.